# Japanese Hospitality
Japanese Hospitality är det finländska nyklassiska power metal-bandet Warmens fjärde studioalbum, utgivet augusti 2009 på Spinefarm Records, och i Japan på Universal Music i september samma år.
Skivan gästas av Timo Kotipelto (Stratovarius), Alexi Laiho (Children of Bodom) och Pasi Rantanen (Thunderstone).
Coverversioner av Journeys "Separate Ways" och Janet Jacksons "Black Cat" släpptes som singlar.
Albumet var bandets första med basisten Jyri Helko.

## Låtlista
1. "Japanese Hospitality" (instrumental) – 4:23
2. "Eye of the Storm" (med Timo Kotipelto) – 3:27
3. "Goodbye" (med Jonna Kosonen) – 3:40
4. "My Fallen Angel" (med Pasi Rantanen) – 4:27
5. "Don't Bring Her Here" (med Jonna Kosonen) – 3:02
6. "High Heels on Cobblestone" (med Alexi Laiho) – 3:47
7. "Switcharoo" (instrumental) – 4:10
8. "Black Cat" (Janet Jackson-cover) (med Alexi Laiho, Jonna Kosonen och Rinna Paatso) – 4:23
9. "Unconditional Confession" (med Marko Vaara) – 3:58
10. "Separate Ways" (Journey-cover) (med Pasi Rantanen) – 5:26

Bonusspår på den japanska utgåvan
1. "Fading Like A Flower" (Roxette-cover) (med Jonna Kosonen)  – 3:35

## Medverkande
Musiker
- Janne Wirman – keyboard
- Antti Wirman – gitarr
- Jyri Helko – basgitarr
- Mirka Rantanen – trummor

Bidragande musiker
- Timo Kotipelto – sång
- Marko Vaara – sång
- Jonna Kosonen – sång
- Pasi Rantanen – sång
- Alexi Laiho – sång, gitarr
- Rinna Paatso – bakgrundssång

Produktion
- Janne Wirman – producent, inspelningstekniker, mixning
- Mikko Karmila – mixning
- Kal Kaercher – mixning
- Mika Jussila – mastering
- Alexi Laiho – låtskrivande
- Kalle Pyyhtinen – albumkonst, layout
- Terhi Ylimäinen – foto